# Математика чарівництва
«Математика чарівництваа» (англ. The Mathematics of Magic) — фантастична повість Лайона Спрег де Кемпа та Флетчера Претта в жанрі «гумористичне фентезі». Друга повість циклу про Гарольда Ши та збірки «The Incomplete Enchanter». Була опублікована в серпні 1940 року журналом Unknown.

## Сюжет
У повісті Гарольд і його колега Рід Чалмерс вирушають у світ «Королеви фей» — алегоричної поеми Едмунда Спенсера. У цьому світі править магія і закони лицарства, доведені до абсурду. Гарольд і Чалмерс з перемінним успіхом вивчають закономірності і закони чарівництва, попутно розкриваючи змову Ордену Магів проти королівства, а Гарольд зустрічає свою любов — рудоволосу лучницу Бельфебу. У фіналі повісті Гарольд і Бельфеба потрапляють у пастку мага Долона. Гарольд застосовує розроблене Чалмерсом спеціальне заклинання проти чаклунів, попри попередження про можливі «побічні ефекти». Долон гине, а Гарольд і Бельфеба знову ж матеріалізуються в квартирі Ши. Чалмерс залишається в Королівстві фей зі своєю коханою, леді Флоримель — жінкою створеною з снігу і магії.